# Лінник Степан Андріанович
Степан Лінник (псевдо: «Рижий», «Сергій») (1920, с. Підгаття, Маневицький район, Волинська область — 2 жовтня 1955, с. Комарове, Маневицький район, Волинська область) —  керівник Колківського районного проводу ОУН, один із останніх діючих командирів УПА.

## Життєпис
Народився у селі Підгаття, тепер Маневицький район Волинська область.
З 1943 року учасник СБ ОУН, керівник Колківського районного проводу ОУН. Радянські органи характеризували його через активну бойову діяльність як "особливо небезпечного", лише за 1947-1951 р. "Рижий" та учасники його групи здійснили понад 60 збройних акцій.
Загинув 2 жовтня 1955 року поблизу села Комарове (тепер Маневицький район, Волинська область)  від куль зрадника - агента КГБ Михайла Ступницького - «Бориса». У загиблого було вилучено автомат ППШ, пістолет Вальтер, два блокноти переписки та націоналістичну літературу.

## Вшанування пам'яті
У селі Підгаття, де він народився, планують встановити на його честь пам'ятник.